# Eszperantó ünnepnapok
Az Eszperantó ünnepnapok fontos napok az eszperantó kultúrában, mivel fontos mozgalommal kapcsolatos események évfordulói, amelyek közel állnak az eszperantó céljaihoz, ezért fontosak. A legnagyobb ünnep ezek közül kétségtelenül a Zamenhof-nap (december 15.), míg a többi ünnepet gyakran a legtöbb eszperantista figyelmen kívül hagyja, de gyakran élnek a lehetőséggel, és éppen ezekben a napokon koncentrálnak a mozgalom népszerűsítésére.

## Az Eszperantó Világszövetség által javasolt ünnepek
Az EV vezetősége (2013-) javasolta ünnepnapokat, Stefano Keller igazgatósági tag egy cikkben jelentette meg, az esperanto magazinban, 2014 januárjában.
2010 végén, Renato Corsetti az EV elnöke és Barbara Pietrzak az EV sajtó osztály vezetője, Eszperantó kalendáriumot adtak közre, segítendő az eszperantó híveinek toborzását ill. az eszperantóval kapcsolatos tevékenységeket.
- február 21.: "Internacia Tago de la Gepatra Lingvo" – Az Anyanyelv Nemzetközi Világnapja
- február utolsó hete: "Semajno de Internacia Amikeco" – Nemzetközi Barátság Hete
- április 14.: "Mortodatreveno de L. L. Zamenhof" – L. L. Zamenhof halálának évfordulós napja
- július 26.: "Datreveno de la aperigo de la Unua Libro" – Az Unua Libro megjelenésének évfordulója
- szeptember 21.: "Internacia Tago de la Paco" – A Béke Nemzetközi Világnapja
- szeptember 26.: "Eŭropa tago de lingvoj" (Konsilio de Eŭropo) – A Nyelvek Európa-napja
- október első szombatja: la unua sabato de oktobro, "Ago-tago" (por Esperanto) – egy nap az eszperantóért
- december 15.: naskiĝtago de L. L. Zamenhof en 1859, "Zamenhof-tago" aŭ Tago de Esperanto-libro – Zamenhof születésének évfordulója: Zamenhof-nap

## Az Eszperanta Civito által javasolt ünnepek
Az Esperanta Civito (EC) alkotmányában a következő 4 napot ismeri el hivatalos ünnepként:
1. április 14.: "Memortago de ĉiuj Pioniroj" (mortotago de L. Zamenhof, 1917) – Minden Úttörő (kezdeményező) Emléknapja
2. június 2.: "Tago de la Esperanta Lingvo" (unua cenzura permeso por la Unua Libro, 1887) – az első eszperantó nyelvkönyv hivatalos cenzúrájának napja
3. augusztus 10.: "Tago de la Esperanta Civito" (Pakto por la Esperanta Civito, 1998) – az Eszperantó Civito napja
4. december 15.: "Tago de la Esperanta Kulturo" (Mortotago de L. Zamenhof, 1859) – Zamenhof-nap

Az eszperantisták gyakran július 26-án ünneplik az Unua Librót, a téveszmék miatt, ami valójában a könyv kiadási dátumára vonatkozik, a cenzúra néhány nappal korábban történt (a második cenzúra már nem a sajtóról, hanem a marketingről szól). A félreértés miatt az EC június 2-a, az egyetlen teljesen biztos dátum mellett döntött Nyelvnap néven.
Csak az EC tagjai ünneplik augusztus 10-ét, mert 1998-ban ekkor adták közre az EC paktumát, amelyet a Boulogne-i fontos döntések másnapjának tartanak. Figyelemre méltó az is, hogy Zamenhof és Klara Zamenhof 1887. augusztus 9.-én házasodtak össze.

## Eszperantó emléknapok
- 1949. január 12.: Malpermeso de Esperanto-grupoj en la soveta zono de Germanio[4] – eszperantó csoportok működésének betiltása Németország oroszok által megszállt területein
- 2012. február 22.: Google Translate aldonas Esperanton (kiel 64-an lingvon).[5] – a Google fordító az eszperantó nyelvet is felvette az általa használt nyelvek listájába
- 1935. május 17.: Oficiala malpermeso de Esperanto-instruado en germanaj lernejoj kaj aliaj ŝtataj ejoj.[6] (La instruado mem estis plejparte jam neformale ĉesigita en 1933.) – a németországi intézményekben betiltották az eszperantó nyelv oktatását
- 1857. június 11.: Naskiĝo de Antoni Grabowski, unua grava Esperanto-poeto post Zamenhof – Antoni Grabowski Zamenhof után a legfontosabb eszperantó költő születésnapja
- 2001. szeptember 29.: La Ĉina Interreta Informa Centro komencas ĉiutage publikigi novaĵojn pri Ĉinio en Esperanto.[7] – ekkor indultak a Kínai Internetes Információs Központ hírei Kínáról napi rendszerességgel
- 1891. október 6.: Naskiĝo de Kálmán Kalocsay, grava Esperanto-verkisto – Kalocsay Kálmán születésnapja, fontos eszperantó író
- 1954. december 8.: Komenco de "konsultaj aranĝoj" inter Unesko kaj UEA; ekde 2012 tio nomiĝas "konsulta partnereco".[8] – az Eszperantó Világszövetség és az Unesko konzultációs partnerségi kapcsolatának indulása
- 1954. december 10.: Unesko-rezolucio pri Esperanto – Unesko határozat az eszperantóról
- 1878. december 17.: L. L. Zamenhof inaŭguris la unuan version de sia lingvo, Pra-Esperanto (antaŭe nomita Lingwe Uniwersala), kun amikoj okaze de sia 19-a naskiĝtaga festo. – a Protoeszperantó bemutatásának napja

## Más, eszperantisták által is megtartott ünnepnap
A politikai vagy vallási meggyőződésektől függően más dátumokat is megünnepelnek az eszperantisták (például május 1-jét a munkás eszperantó mozgalomban), de ezek nem kifejezetten eszperantó ünnepek. 

## Más, eszperantóhoz köthető világnapok, akciónapok
A világon sokféle világnap és nemzetközi akciónap létezik – némelyik különleges kapcsolatban áll az eszperantóval: 
- január 27.: Tago de la memoro pri la viktimoj de la holokaŭsto; la familio de Zamenhof estis mortigita de la nazioj. – a holokauszt áldozatainak nemzetközi világnapja
- február 13.: Monda Tago de radio. Radio en Esperanto – a rádiózás nemzetközi világnapja
- március 21.: Monda tago de poezio. Esperanto-poezio kaj ĝia historio – a költészet nemzetközi világnapja
- március 21.: Internacia tago kontraŭ rasismo – a rasszizmus elleni nemzetközi világnap
- március 27.: Monda tago de teatro – a színház nemzetközi világnapja
- március utolsó szerdája: Tago de liberaj dokumentoj. Esperanto estis libera afero ekde la komenco. – a szabad dokumentumok nemzetközi világnapja
- április 2.: Internacia tago de infanlibroj – nemzetközi gyermekkönyv-nap
- április 18.: Internacia tago de monumentoj. Atentigo pri Zamenhof-/Esperanto-objektoj – műemlékek nemzetközi világnapja
- április 23.: Monda Tago de la Libro kaj de kopirajto, proks. 120 libroj jare aperas en Esperanto, kolektiĝis ĝis nun dekmilo da Esperanto-libroj – a könyv nemzetközi világnapja
- május 9.: Eŭropa tago. Esperanto estas komuna lingvo de kelkaj centmiloj da EU-civitanoj; okazo por peti, ke en oficialaj informoj pri EU-lingvoj la EU-instancoj menciu Esperanton kiel lingvon fakte parolatan de EU-civitanoj – Európa nap
- június 21.: Festo de muziko aŭ Monda muzika tago (muziko festata ankaŭ en la 1-a de okt. kaj 22-a de nov.) – a zene nemzetközi világnapja
- augusztus 23.: Eŭropa Memor-Tago pri Viktimoj de Stalinismo kaj Naziismo. Memorigo pri la mortigitaj Esperanto-parolantoj sub la stalinismo kaj la mortintoj sub naziismo – a sztálinizmus és a nácizmus áldozatainak európai emléknapja
- szeptember 8.: Internacia tago de alfabetigo kaj kleriĝo – a műveltség nemzetközi világnapja
- szeptember 15.: Internacia tago de demokratio. Esperanto estas aparte demokratia maniero de internacia komunikado. – a demokrácia nemzetközi világnapja

## Fordítás
- Ez a szócikk részben vagy egészben  az   Esperanto-festotagoj című eszperantó Wikipédia-szócikk ezen változatának fordításán alapul.  Az eredeti cikk szerkesztőit annak laptörténete sorolja fel. Ez a jelzés csupán a megfogalmazás eredetét és a szerzői jogokat jelzi, nem szolgál a cikkben szereplő információk forrásmegjelöléseként.